# Sidnei Schneider
Sidnei Schneider (Cruz Alta, 1960) é um poeta, tradutor e contista brasileiro.

## Biografia
Aos quatro meses de idade mudou-se para Santa Maria. Cursou Engenharia Florestal, foi ator do Grupo Porão de Teatro, líder político e estudantil. Em 1982 transferiu-se em definitivo para Porto Alegre.
Autor dos livros de poesia Quichiligangues (Dahmer, 2008), Plano de Navegação (Dahmer, 1999) e tradutor de Versos Singelos/José Martí (SBS, 1997). Participa de Poesia Sempre 14 (Biblioteca Nacional/Minc, 2001), Antologia do Sul, Poetas Contemporâneos do RS (Assembleia Legislativa/Metrópole, 2001), O Melhor da Festa (Nova Roma, 2009) e de dez publicações resultantes de concursos institucionais de conto e poesia. 1º lugar no Concurso de Contos Caio Fernando Abreu, UFRGS, 2003 e 1º lugar em poesia no Concurso Talentos, UFSM, 1995. 
Publicou artigos, poemas, contos e traduções de poesia em vários jornais e revistas. Tradução sua de William Blake foi objeto de trabalho acadêmico de Clarissa Soares dos Santos na PUC-RJ, orientada por Paulo Henriques Britto.